# Асиновская улица
Асиновская улица — улица в Томске. От улицы Кутузова до Алеутской улицы, в посёлке Сосновый Бор (посёлке психбольницы).

## История
С 18 апреля 1949 года — Асиновский переулок, с 25 марта 1956 года — Асиновская улица.
Улица полностью застроена с 1901 по 1908 год комплексом Томской окружной лечебницы для душевнобольных, одной из пяти окружных лечебниц России, по проекту архитектора Я. В. Кривцова, а заканчивал достройку больницы архитектор А. И. Лангер. Больницу принимал лично П. А. Столыпин, в то время (1910) — премьер-министр России.
Ныне здесь расположены Томская клиническая психиатрическая больница и НИИ психического здоровья (современный адрес — Алеутская улица, д. 4).
Помимо непосредственно лечебницы, были выстроены прилегающие деревянные дома для медперсонала. Авторство проектов деревянной застройки приписывается также Лангеру. Ныне дома отошли к частным владельцам.
Вся деревянная застройка улицы отнесена к объектам культурного наследия России.

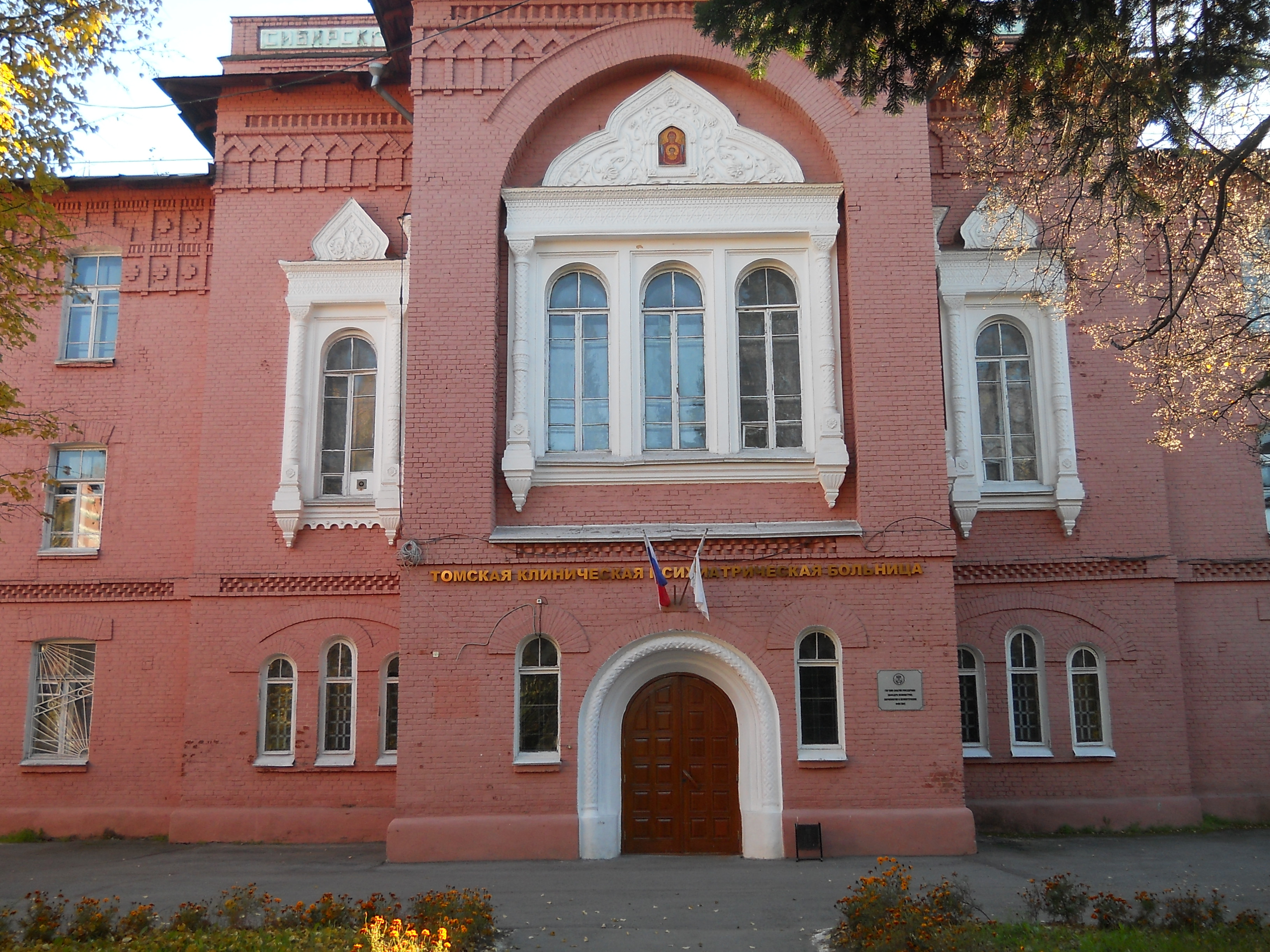
Главный корпус  ОКН № 7020029001№ 7020029001
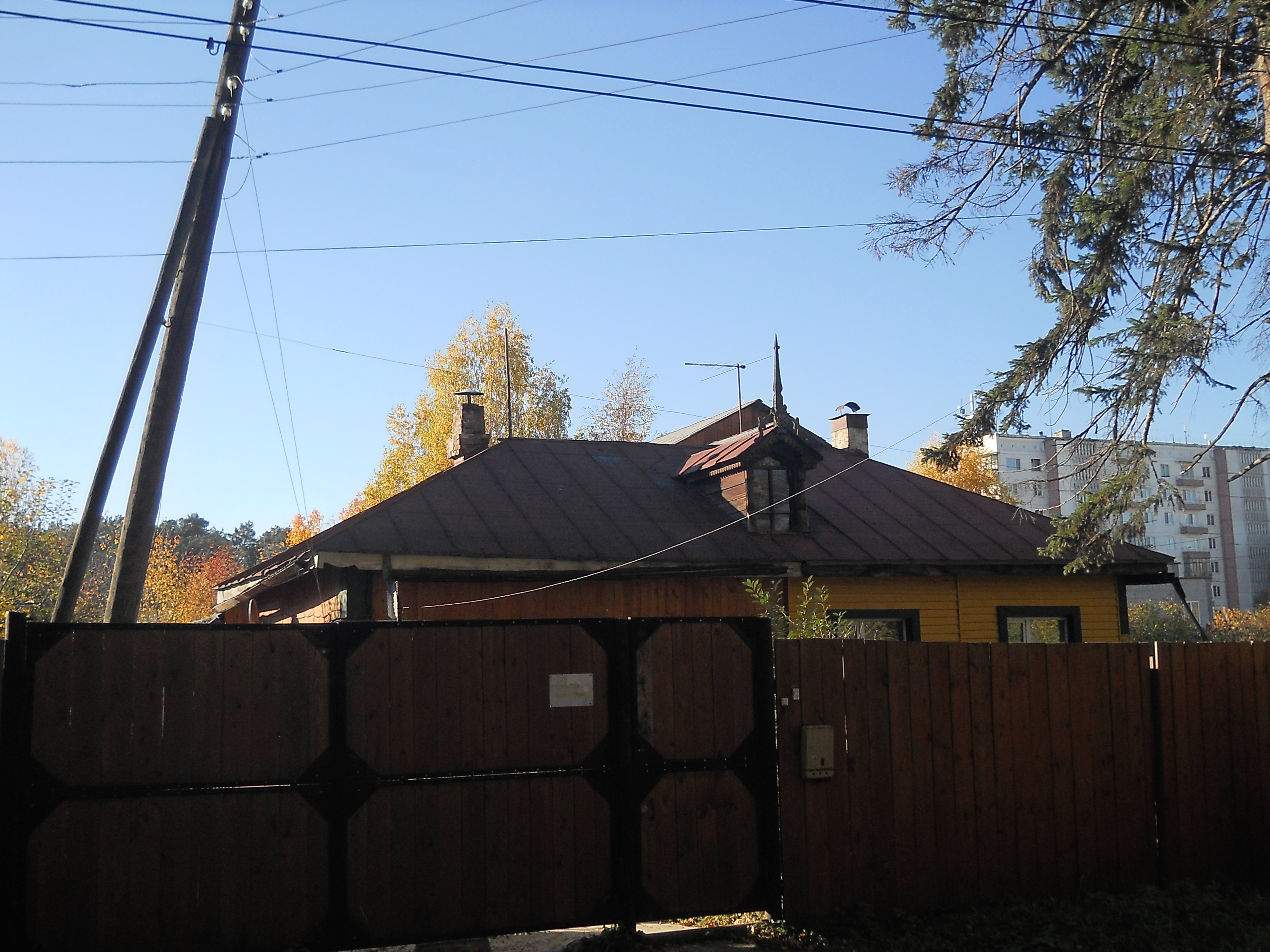
Дом 1  ОКН № 7020029014№ 7020029014
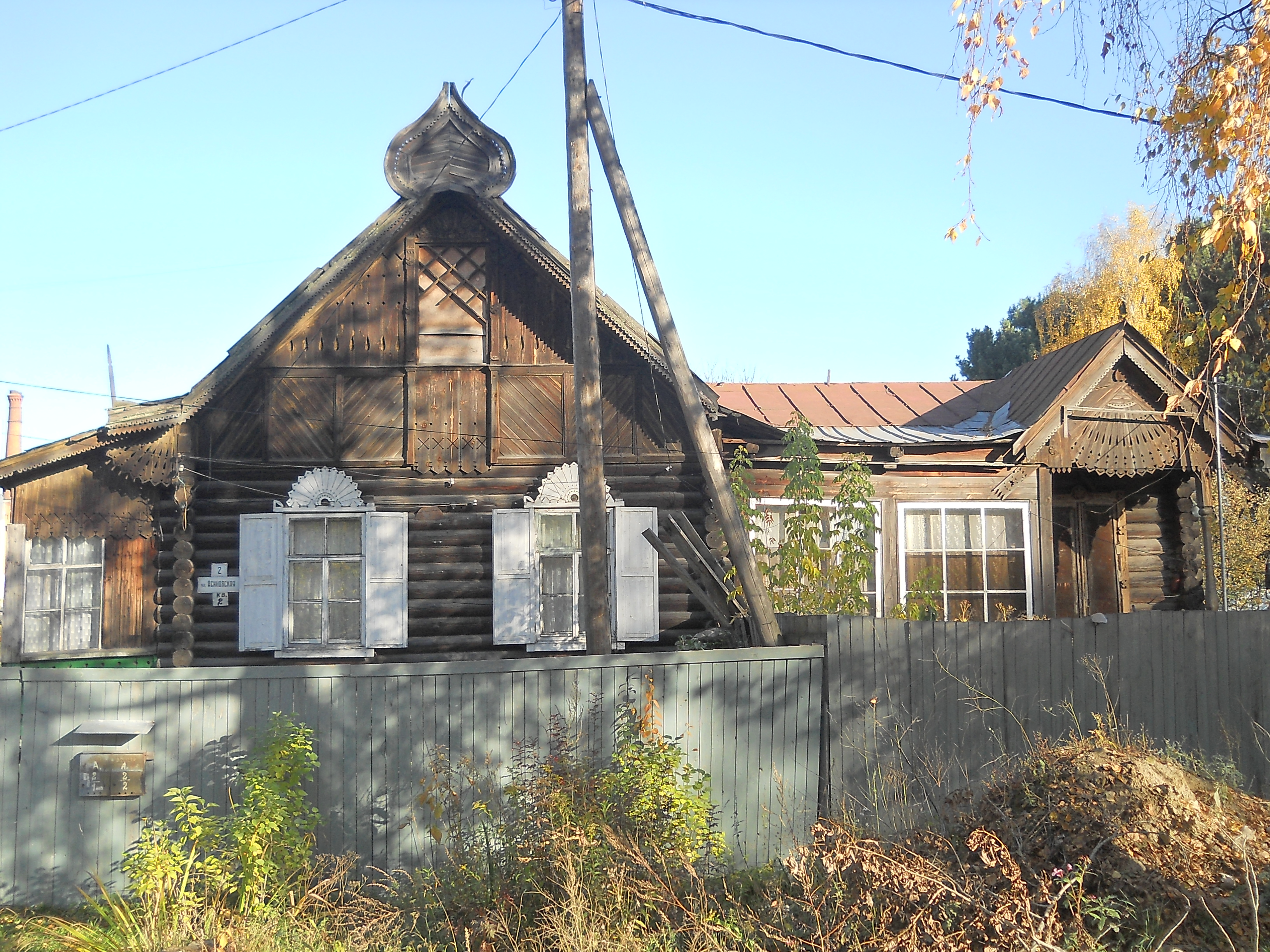
Дом 2  ОКН № 7020029015№ 7020029015
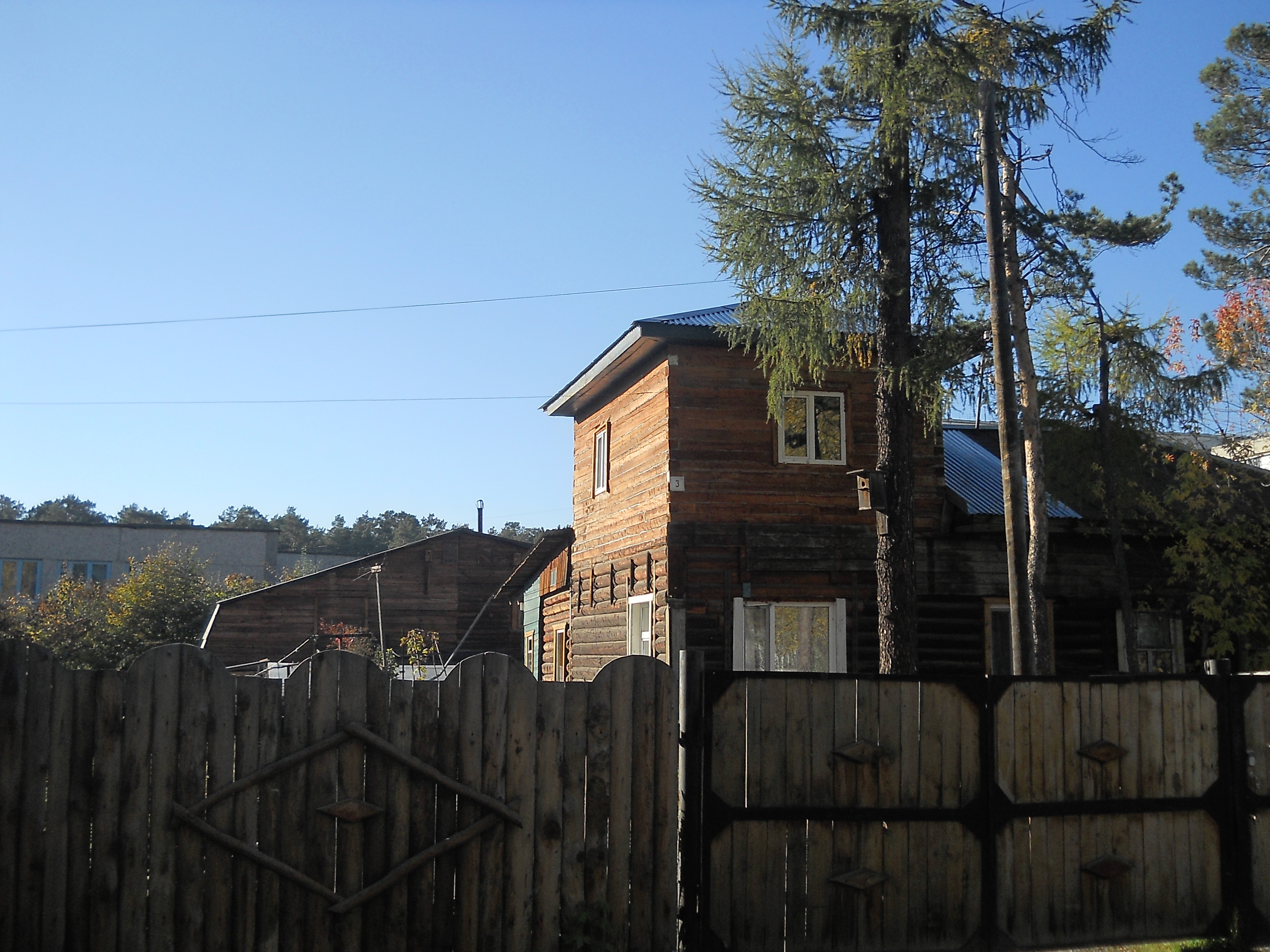
Дом 3  ОКН № 7020029016№ 7020029016
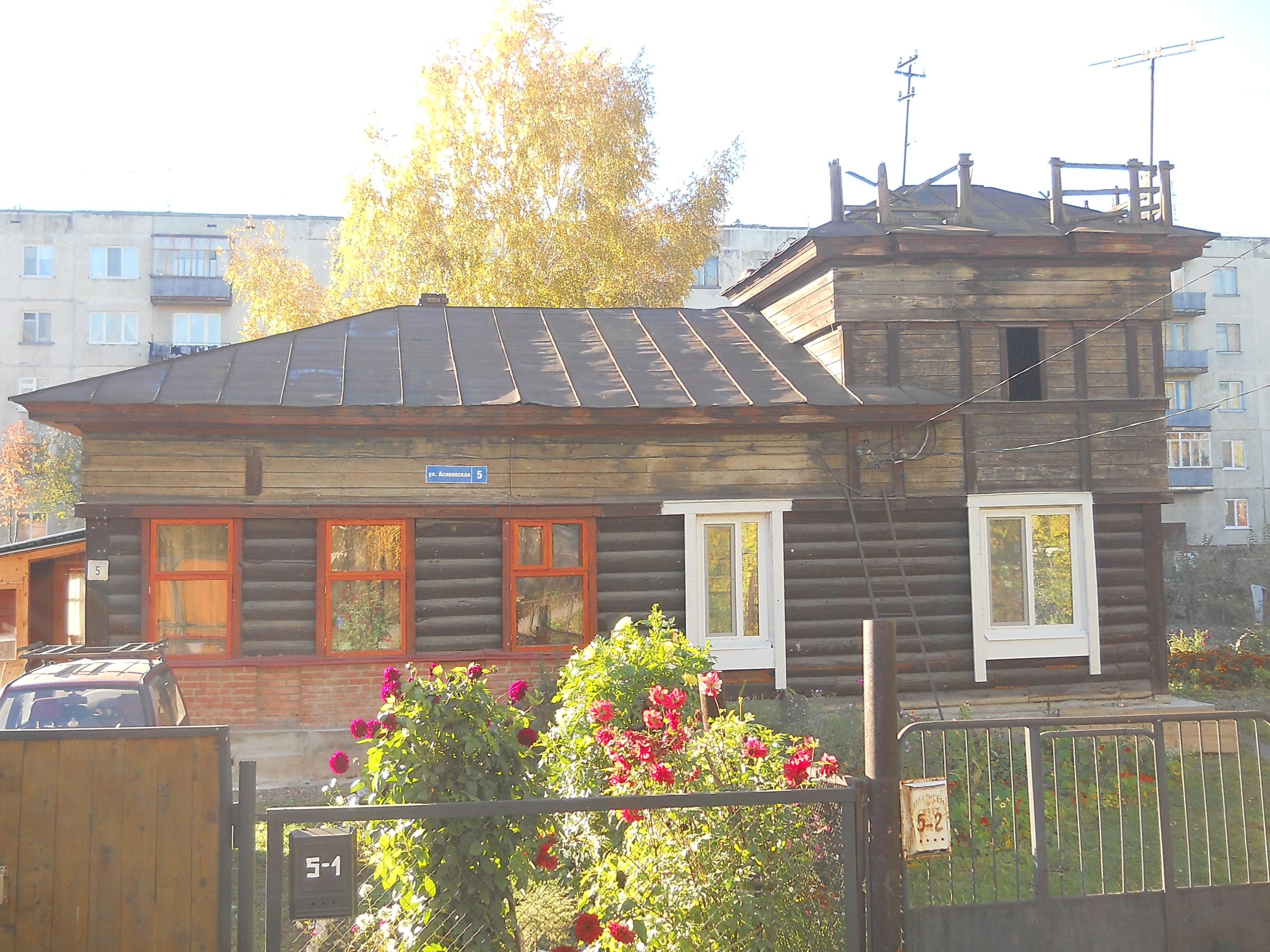
Дом 5  ОКН № 7020029017№ 7020029017
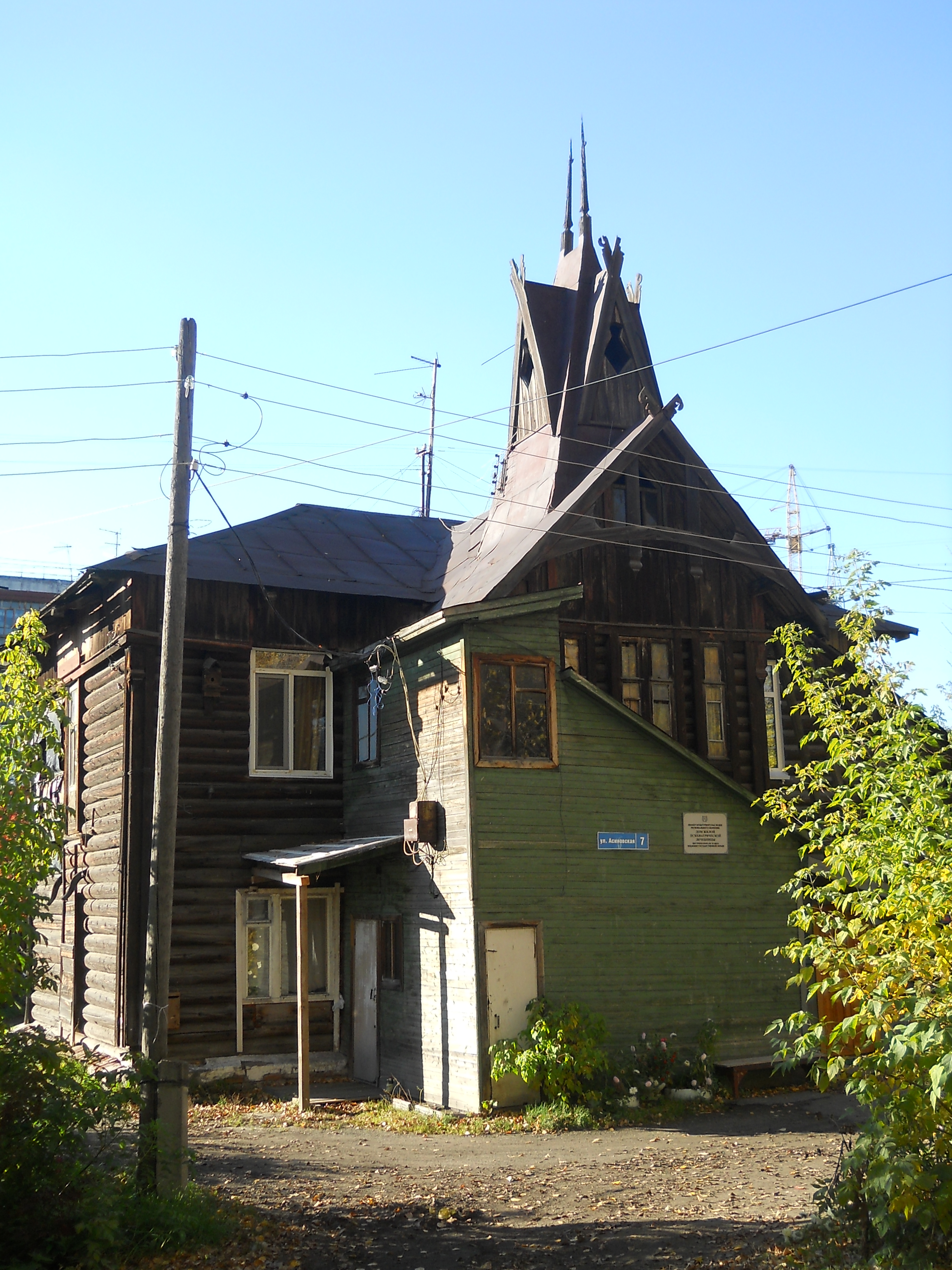
Дом 7  ОКН № 7020029018№ 7020029018
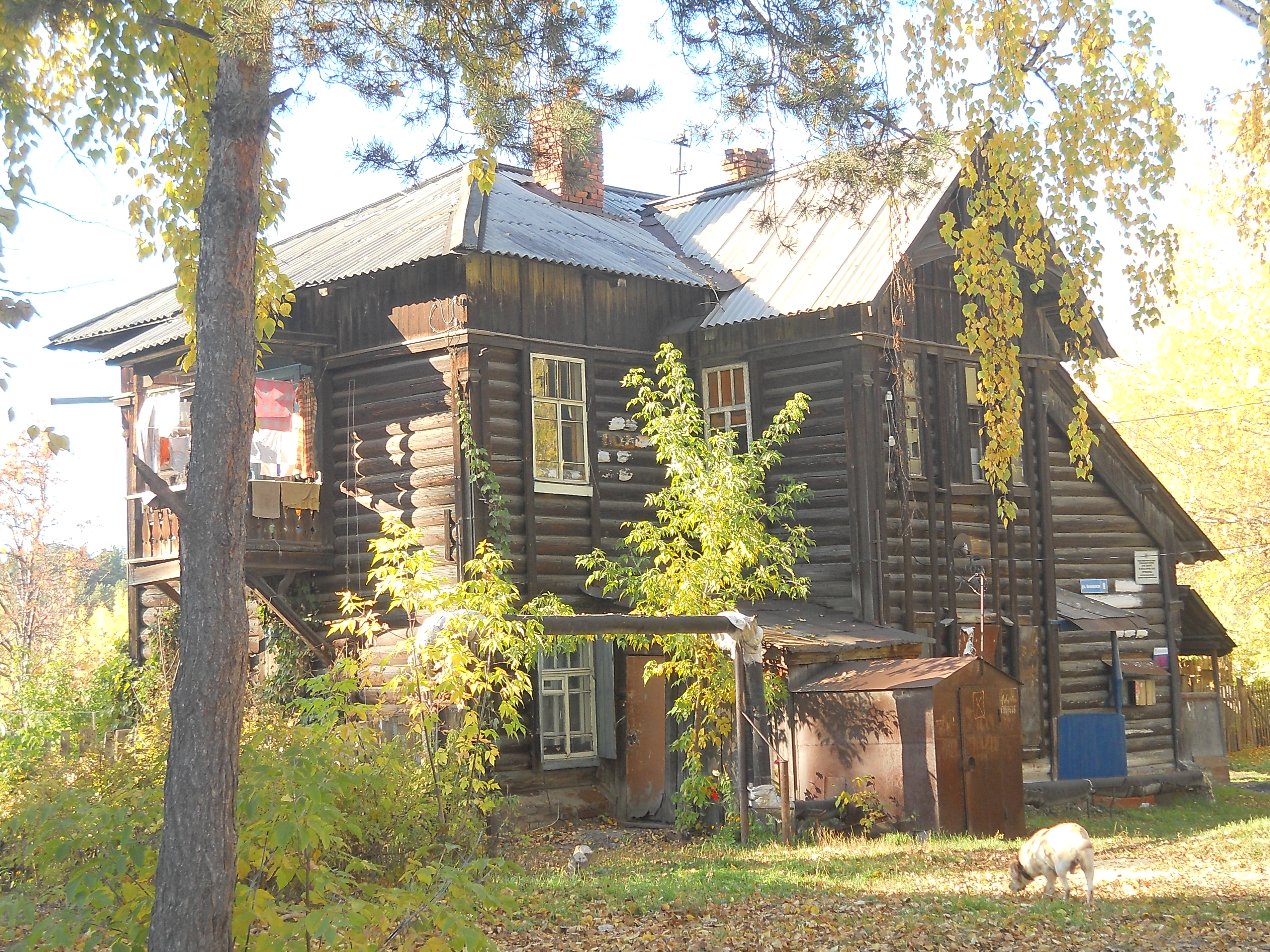
Дом 9  ОКН № 7020029019№ 7020029019
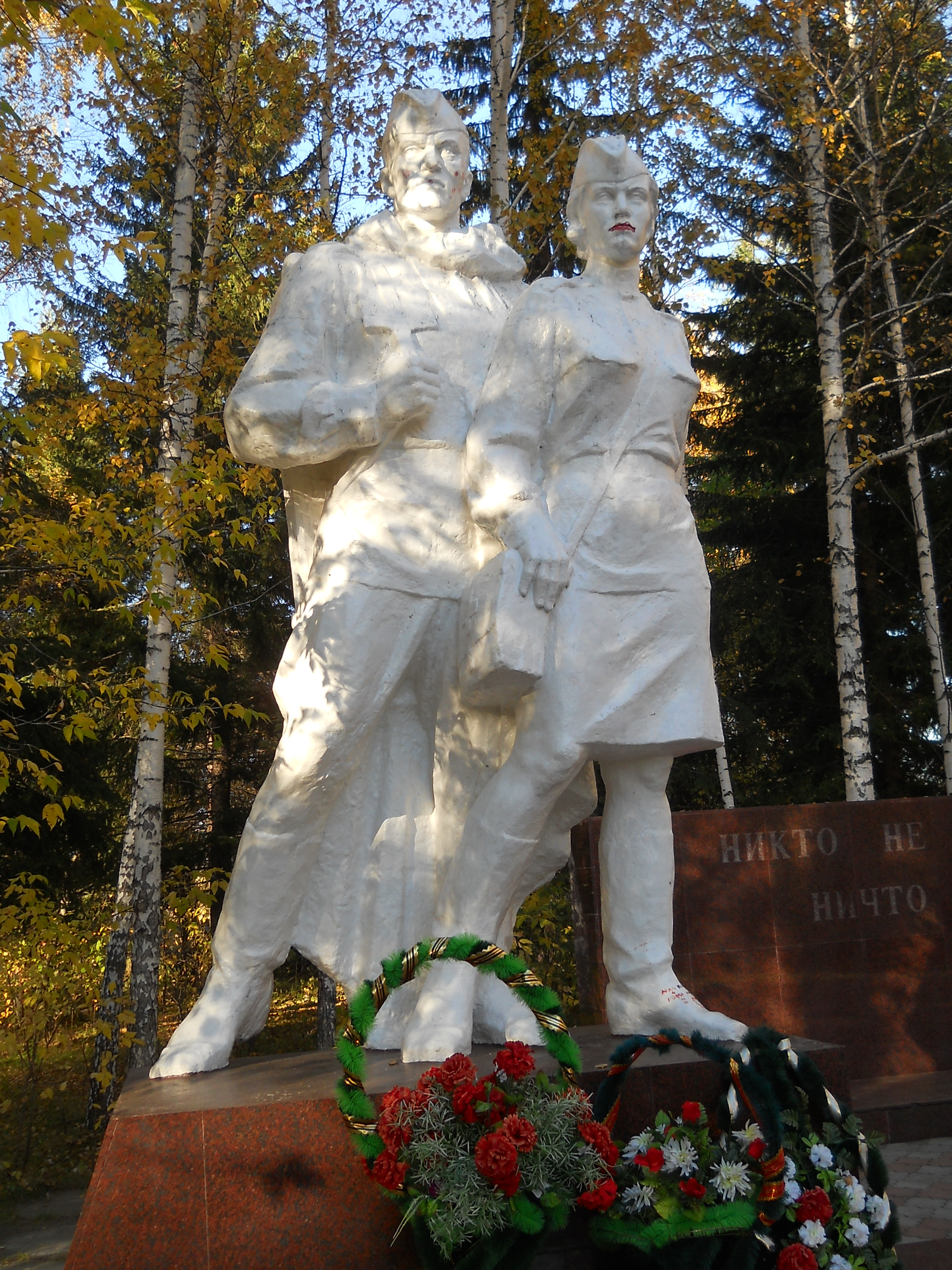
Памятник воинам-врачам психиатрической больницы, погибшим на фронтах Великой Отечественной войны  ОКН № 7020029007№ 7020029007